# (134010) 2004 VW28
2004 في دابليو 28 (ويعرف أيضًا باسم (134010) 2004 في دابليو 28 وفق تسمية الكوكب الصغير) (بالإنجليزية: 2004 VW28)‏ هو كويكب ضمن حزام الكويكبات؛ وترتيبه 134010 من حيث الاكتشاف.
اكتُشف هذا الجُرم الفلكي بواسطة جيمس ويتني يونغ في 7 نوفمبر 2004.

## وصلات خارجية
- (134010) 2004 VW28 في قاعدة بيانات مختبر الدفع النفاث لأجرام النظام الشمسي الصغيرة

- الاكتشاف · مخطط المدار ·  العناصر المدارية · المعلمات المادية

- (134010) 2004 VW28 على موقع ويكي سكاي: DSS2, SDSS, GALEX, IRAS, Hydrogen α, X-Ray, Astrophoto, Sky Map, Articles and images